# Liste der Biografien/Ald
Liste der Biografien |
Portal Biografien |
Personensuche
# |
A |
B |
C |
D |
E |
F |
G |
H |
I |
J |
K |
L |
M |
N |
O |
P |
Q |
R |
S |
T |
U |
V |
W |
X |
Y |
Z |
?
 
Aa |
Ab |
Ac |
Ad |
Ae |
Af |
Ag |
Ah |
Ai |
Aj |
Ak |
Al |
Am |
An |
Ao |
Ap |
Aq |
Ar |
As |
At |
Au |
Av |
Aw |
Ax |
Ay |
Az
 
Ala |
Alb |
Alc |
Ald |
Ale |
Alf |
Alg |
Alh |
Ali |
Alj |
Alk |
All |
Alm |
Aln |
Alo |
Alp |
Alq |
Alr |
Als |
Alt |
Alu |
Alv |
Alw |
Alx |
Aly |
Alz
Die Liste der Biografien führt alle Personen auf, die in der deutschsprachigen Wikipedia einen Artikel haben. Dieses ist eine Teilliste mit 291 Einträgen von Personen, deren Namen mit den Buchstaben „Ald“ beginnt.

## Ald

### Alda
- Alda Björk Ólafsdóttir (* 1966), isländische Popsängerin und Songschreiberin
- Alda die Ältere, Königin von Italien
- Alda die Jüngere († 954), Markgräfin von Spoleto
- Alda y Sancho, Vicente (1839–1901), spanischer römisch-katholischer Erzbischof
- Alda, Alan (* 1936), US-amerikanischer Schauspieler, Drehbuchautor, Regisseur
- Alda, Antony (1956–2009), US-amerikanischer Schauspieler
- Alda, Ernst-Ulrich (* 1955), deutscher Politiker (FDP), MdL
- Alda, Frances (1879–1952), neuseeländische Opernsopranistin
- Alda, Robert (1914–1986), US-amerikanischer Schauspieler
- Alda, Rutanya (* 1942), US-amerikanische Schauspielerin lettischer Herkunft
- Aldabe, Carlos (1919–1998), argentinischer Fußballspieler und -trainer
- Aldabergenowa, Schanbota (* 1995), kasachische Freestyle-Skisportlerin
- Aldag, Rolf (* 1968), deutscher Radrennfahrer und SportmanagerRolf Aldag (* 1968)

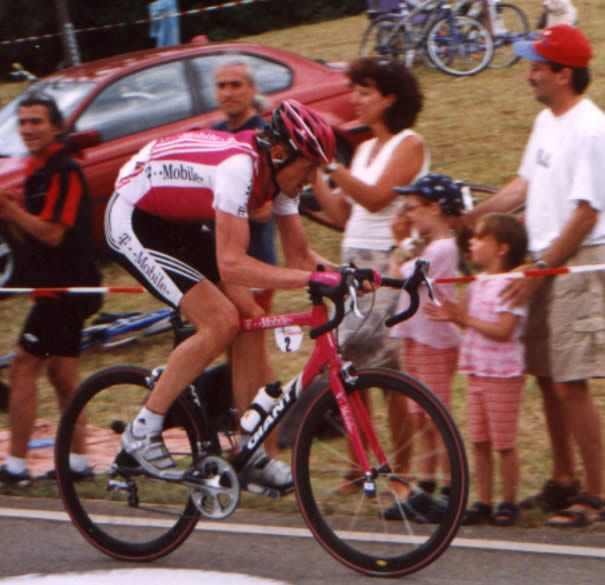
Rolf Aldag (* 1968)

- Aldag, Wolfgang (* 1968), deutscher Politiker (Bündnis 90/Die Grünen), MdL
- Aldahhak, Abdul Jabbar (1940–2020), syrischer Politiker und Diplomat
- Aldair (* 1965), brasilianischer FußballspielerAldair (* 1965)

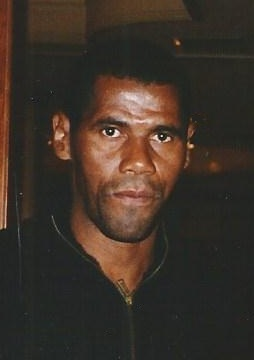
Aldair (* 1965)

- Aldama, Andrés (* 1956), kubanischer Boxer
- Aldama, Juan (1774–1811), mexikanischer Aufständischer und Revolutionär
- Aldama, Santi (* 2001), spanischer Basketballspieler
- Aldama, Santiago (* 1968), spanischer Basketballspieler
- Aldama, Yamilé (* 1972), britische Dreispringerin kubanischer Herkunft
- Aldana, Ehefrau des Grafen Theoderich I. von Autun und Mutter von Wilhelm von Gellone
- Aldana, Melissa (* 1988), chilenische Jazzmusikerin (Tenorsaxophon)
- Aldana, Thelma (* 1955), guatemaltekische Juristin und Generalstaatsanwältin
- Aldanesi, Giuseppe Maria (1838–1909), italienischer Geistlicher, römisch-katholischer Bischof von Cagli e Pergola
- Aldani, Lino (1926–2009), italienischer Schriftsteller
- Aldanow, Mark Alexandrowitsch (1886–1957), russischer Schriftsteller
- Aldape, Antonio (* 1978), mexikanischer Radrennfahrer
- Aldape, Moisés (* 1981), mexikanischer Radrennfahrer
- Ałdaś, Jakub (* 1996), polnischer Fußballspieler und American-Football-Spieler
- Aldatow, Ibrahim (* 1983), ukrainischer Ringer
- Aldave, Bryan (* 1983), uruguayischer Fußballspieler
- Aldave, Mauro (* 1984), uruguayischer Fußballspieler
- Alday, Manuel (1917–1976), spanischer Fußballspieler

### Aldc
- Aldcorn, Gary (* 1935), kanadischer Eishockeyspieler und -trainer
- Aldcroft, Ken (1969–2016), kanadischer Jazz- und Improvisationsmusiker (Gitarre, Elektronik, Komposition)
- Aldcroft, Zoe (* 1996), englische Rugby-Union-Spielerin

### Alde
- Alde, Klaus-Jürgen (* 1949), deutscher Sportreporter
- Aldea, Aurel (1887–1949), rumänischer Generalleutnant, Innenminister
- Aldea, Ramón (* 1932), philippinischer Bogenschütze
- Aldean, Jason (* 1977), US-amerikanischer CountrysängerJason Aldean (* 1977)
- Aldebert, fränkischer Häretiker

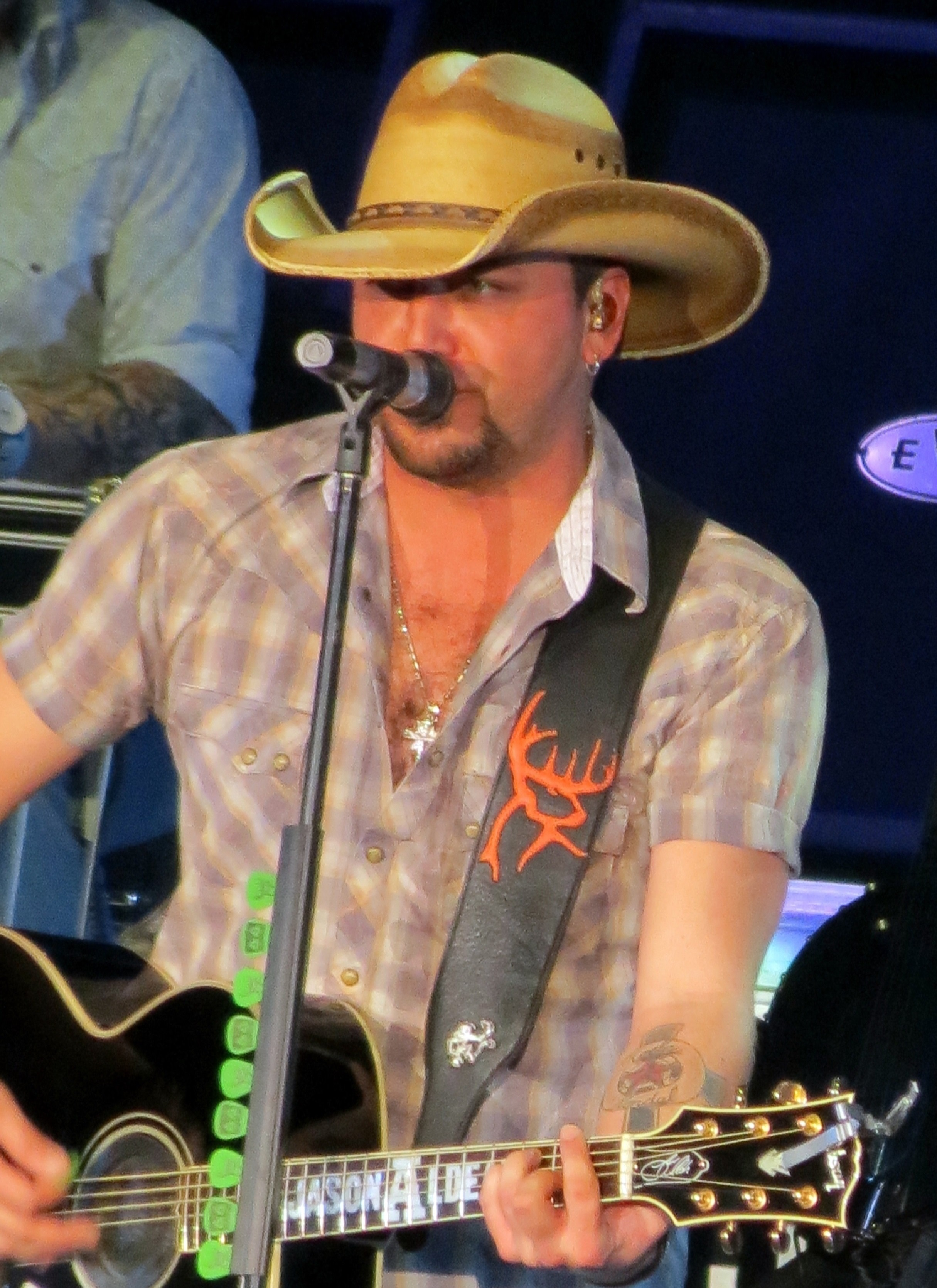
Jason Aldean (* 1977)

- Aldebert I. († 997), Graf von La Marche und Graf von Périgord
- Aldebert IV., Graf von La Marche
- Aldebert, Henri (1880–1961), französischer Wintersportler
- Aldebert, Karl (1888–1918), deutscher Fußballspieler
- Aldebert, Monique (1931–2018), französische Jazz-Sängerin
- Aldecoa, Ignacio (1925–1969), spanischer Schriftsteller
- Aldeeb, Sami (* 1949), Schweizer Rechtsanwalt
- Aldegrever, Heinrich (* 1502), deutscher Kupferstecher und Siegelschneider
- Aldeguer, Fermín (* 2005), spanischer Motorradrennfahrer
- Aldegundis († 684), Heilige
- Aldehuela, José Martín de (1729–1802), spanischer Architekt und Baumeister
- Aldeia, Fernando Alves (1925–1993), portugiesischer Offizier und Gouverneur von Portugiesisch-Timor
- Aldekoaotalora, Ustaritz (* 1983), spanischer Fußballspieler
- Aldemir, Atilla (* 1975), türkischer Violinist
- Aldemir, Furkan (* 1991), türkischer Basketballspieler
- Aldemir, Koray (* 1990), deutscher PokerspielerKoray Aldemir (* 1990)

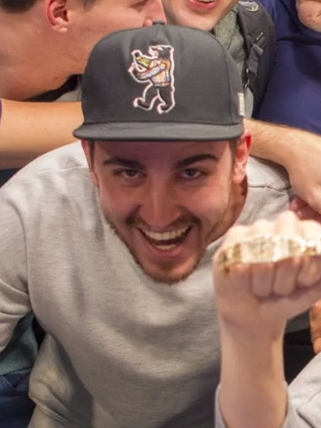
Koray Aldemir (* 1990)

- Alden, A. A., US-amerikanischer Filmtechniker
- Alden, Cyril (1884–1939), britischer Bahnradsportler
- Alden, David (* 1949), US-amerikanischer Opernregisseur
- Alden, Eric (1908–1962), US-amerikanischer Schauspieler
- Alden, Harold Lee (1890–1964), US-amerikanischer Astronom
- Alden, Howard (* 1958), US-amerikanischer Jazz-Gitarrist
- Alden, Isabella Macdonald (1841–1930), US-amerikanische Schriftstellerin
- Alden, Jennifer (* 1979), US-amerikanische Schauspielerin
- Alden, Mary (1883–1946), US-amerikanische Filmschauspielerin
- Alden, Norman (1924–2012), US-amerikanischer Schauspieler und Synchronsprecher
- Alden, Priscilla, englischer Puritaner, Siedlerin der Plymouth Colony
- Alden, William Livingston (1837–1908), US-amerikanischer Journalist, Schriftsteller und Theosoph
- Aldenbrück, Konrad Gumprecht von (1624–1672), Generalwachtmeister und Geheimer Rat
- Aldendorf, Konrad von († 1416), Weihbischof in Trier und Titularbischof von Azotus
- Aldenhoff, Bernd (1908–1959), deutscher Opernsänger (Tenor)
- Aldenhoff, Rita (* 1954), deutsche Historikerin
- Aldenhoven, Anselm (1732–1810), Priester und Abt
- Aldenhoven, Carl (1842–1907), Kunsthistoriker
- Aldenhoven, Franz Joseph (1803–1872), preußischer Gutsbesitzer, Beamter, Versicherungsdirektor und Abgeordneter
- Aldenhoven, Herwig (1933–2002), österreichischer altkatholischer Theologe
- Aldenhoven, Sophia (* 1980), deutsche Filmproduzentin
- Aldenkortt, Friedrich (1845–1918), preußischer Generalmajor
- Aldenrath, Heinrich Jacob (1775–1844), norddeutscher Miniaturmaler und LithographHeinrich Jacob Aldenrath (1775–1844)

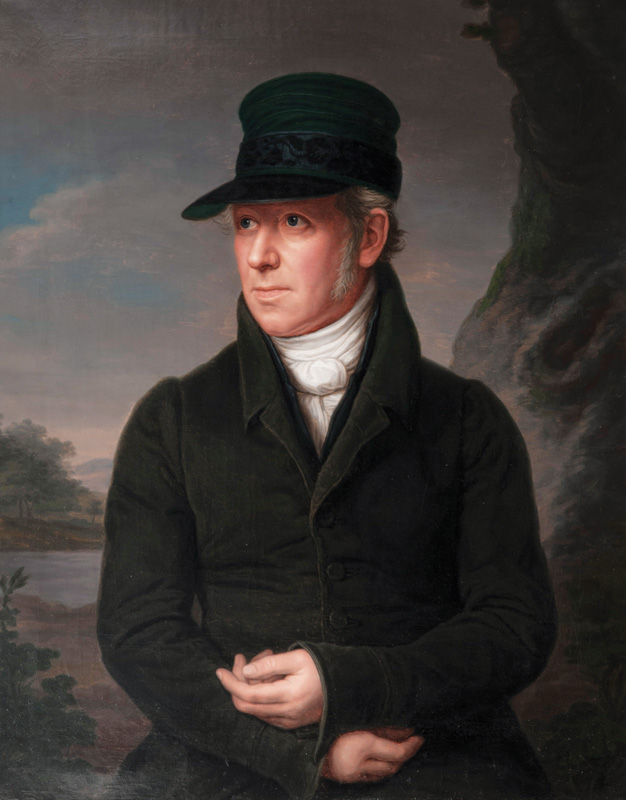
Heinrich Jacob Aldenrath (1775–1844)

- Alder, Albert (1888–1980), Schweizer Mediziner
- Alder, Bernie (1925–2020), US-amerikanischer Physiker
- Alder, Carmen (* 2003), ecuadorianische Mittelstreckenläuferin
- Alder, Christian (* 1978), deutscher Fußballspieler
- Alder, Claudius (1938–2022), Schweizer Politiker
- Alder, Cosmas († 1550), Schweizer Komponist der Renaissance
- Alder, Dominik (* 1999), Schweizer Unihockeyspieler
- Alder, Don, kanadischer Gitarrist
- Alder, Esther (* 1958), Schweizer Politikerin (Grüne)
- Alder, Fabian (* 1981), schweizerischer Bühnenregisseur, Theaterleiter
- Alder, Fredi (1943–2022), Schweizer Lehrer und Politiker (SP)
- Alder, Hans (1922–1982), Schweizer Politiker
- Alder, Jakob (1915–2004), Schweizer Volksmusikant
- Alder, Janine (* 1995), Schweizer Eishockeytorhüterin
- Alder, Jens (* 1957), dänisch-schweizerischer Manager
- Alder, Jim (* 1940), britischer Langstreckenläufer
- Alder, Joshua (1792–1867), britischer Zoologe
- Alder, Julian (* 1997), Schweizer Unihockeyspieler
- Alder, Katrin (* 1969), Schweizer Politikerin (FDP)
- Alder, Ken (* 1959), US-amerikanischer Historiker
- Alder, Kurt (1902–1958), deutscher ChemikerKurt Alder (1902–1958)

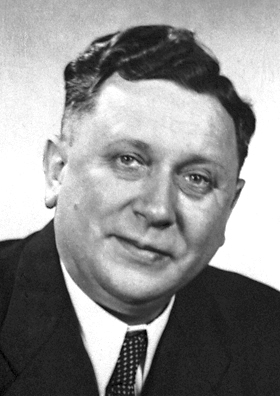
Kurt Alder (1902–1958)

- Alder, Louise (* 1986), britische Opernsängerin (Sopran)
- Alder, Markus (1966–2024), deutscher Brigadegeneral der Luftwaffe
- Alder, Michael (1940–2000), Schweizer Architekt
- Alder, Oscar (1870–1943), Schweizer Publizist und Chefredaktor
- Alder, Otto (1849–1933), Schweizer Textilindustrieller
- Alder, Otto (1886–1971), Schweizer Bildhauer
- Alder, Ray (* 1967), US-amerikanischer Metal-Sänger
- Alder, Steve (1950–1997), britischer Schauspieler
- Alder, Thomas (1932–1968), deutscher Schauspieler
- Alder, Ulrich (1922–2014), Schweizer Volksmusiker
- Alder, Victor (1877–1948), österreichischer Chemiker und Industrieller
- Alder, Waldemar (1906–1999), deutscher Architekt und Stadtplaner, antifaschistischer Widerstandskämpfer und sozialistischer Architekturpolitiker
- Alder, Walter (* 1952), Schweizer Volksmusikant
- Alder-Baerens, Nele (* 1978), deutsche Mittel-, Langstrecken- und UltraläuferinNele Alder-Baerens (* 1978)

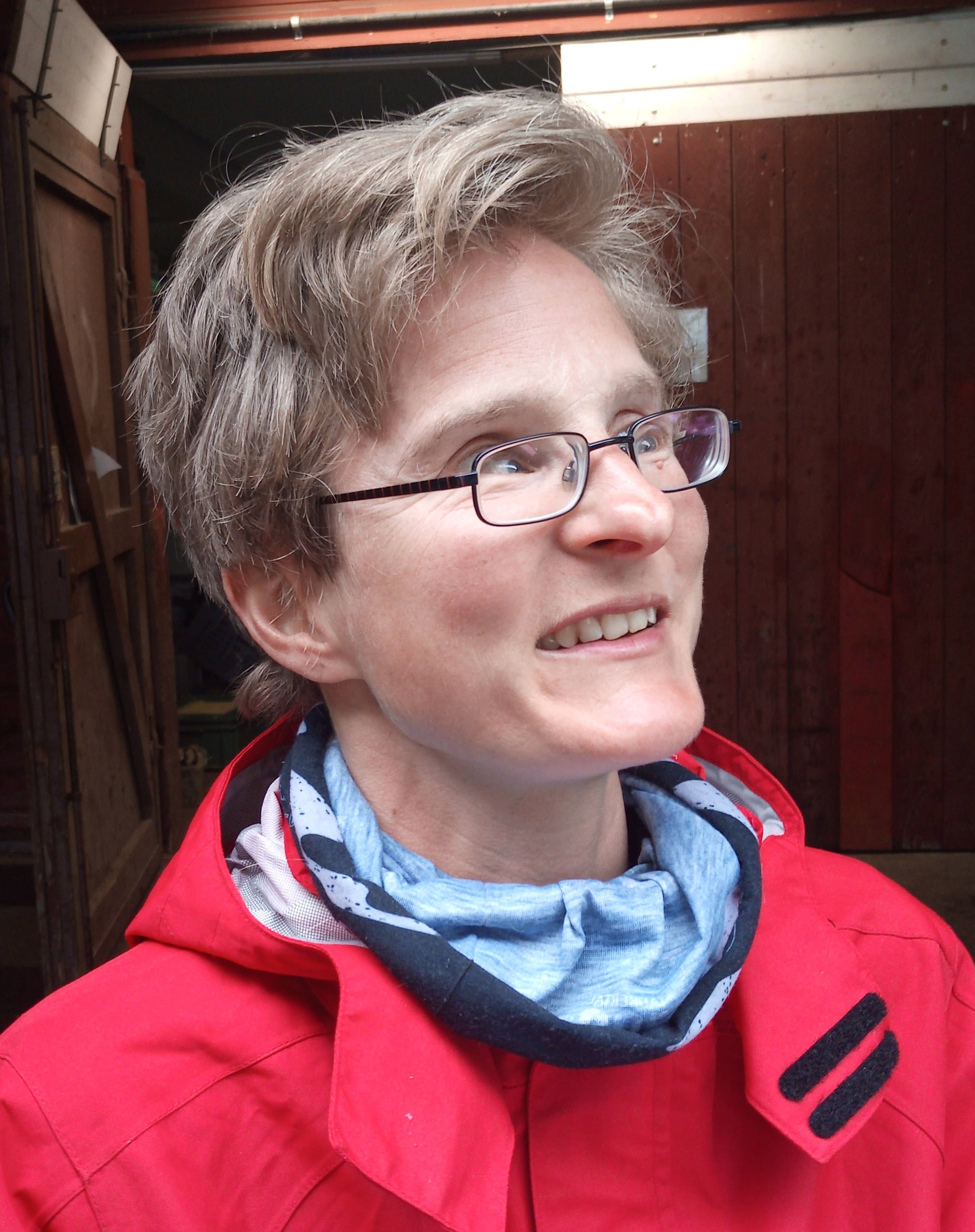
Nele Alder-Baerens (* 1978)

- Alderdice, Frederick (1872–1936), neufundländischer Unternehmer und Politiker
- Alderdice, John (* 1955), nordirischer Politiker
- Alderete, Jerónimo de (1519–1556), spanischer Konquistador in Venezuela, Peru und Chile
- Alderete, Omar (* 1996), paraguayischer Fußballspieler
- Alderete, Roberto (* 1961), mexikanischer Fußballspieler und -trainer
- Alderfer, Clayton (1940–2015), US-amerikanischer Psychologe
- Alderfer, Elizabeth (* 1986), US-amerikanische Schauspielerin
- Aldericus, heiliger Laienbruder des Prämonstratenserordens in Füssenich bei Zülpich
- Aldering, Greg (* 1962), US-amerikanischer Astronom und Asteroidenentdecker
- Alderisio, Felix Anthony (1912–1971), italo-amerikanischer Mafioso und Oberhaupt des Chicago Outfit
- Alderman, Edwin (1861–1931), US-amerikanischer Universitätspräsident
- Alderman, Fred (1905–1998), US-amerikanischer Sprinter und Olympiasieger
- Alderman, Geoffrey (* 1944), britischer Historiker, Politikwissenschaftler und Bildungsmanager
- Alderman, Grace (1885–1968), englisch-britische Suffragette
- Alderman, Naomi (* 1974), britische Schriftstellerin
- Alderman, Pauline (1893–1983), US-amerikanische Musikwissenschaftlerin und Komponistin
- Aldermann, Siegfried (1938–2005), deutscher Fußballspieler
- Alderotti, Taddeo, italienischer Arzt und Gründer einer medizinischen Schule
- Alders, Hanny (1946–2010), niederländische Bestsellerautorin
- Alders, Thomas, niederländischer Kapitän und kurbrandenburgischer Geschwaderkommodore
- Aldersey, Olympia (* 1992), australische Ruderin
- Alderslade, Philip (* 1943), britischer Meeresbiologe und Taxonom der Weichkorallen
- Alderson, Dale (1918–1982), US-amerikanischer Baseballspieler
- Alderson, Edwin (1859–1927), britischer Generalleutnant
- Alderson, Jody (1935–2021), US-amerikanische Schwimmerin
- Alderson, John D. (1854–1910), US-amerikanischer Politiker
- Alderson, Mozelle (1904–1994), amerikanische Classic-Blues-Sängerin
- Alderson, Samuel W. (1914–2005), US-amerikanischer Erfinder
- Alderson, Stuart (* 1948), englischer Fußballspieler
- Alderton, Charles (1857–1941), amerikanischer Apotheker und Erfinder von Dr Pepper
- Alderton, Clive (* 1967), britischer Diplomat und Privatsekretär von Prinz Charles (ab 2022 König Charles III.)
- Alderton, Dolly (* 1988), britische Journalistin, Schriftstellerin und Podcasterin
- Alderton, Jim (1924–1998), englischer Fußballspieler
- Alderweireld, Toby (* 1989), belgischer FußballspielerToby Alderweireld (* 1989)

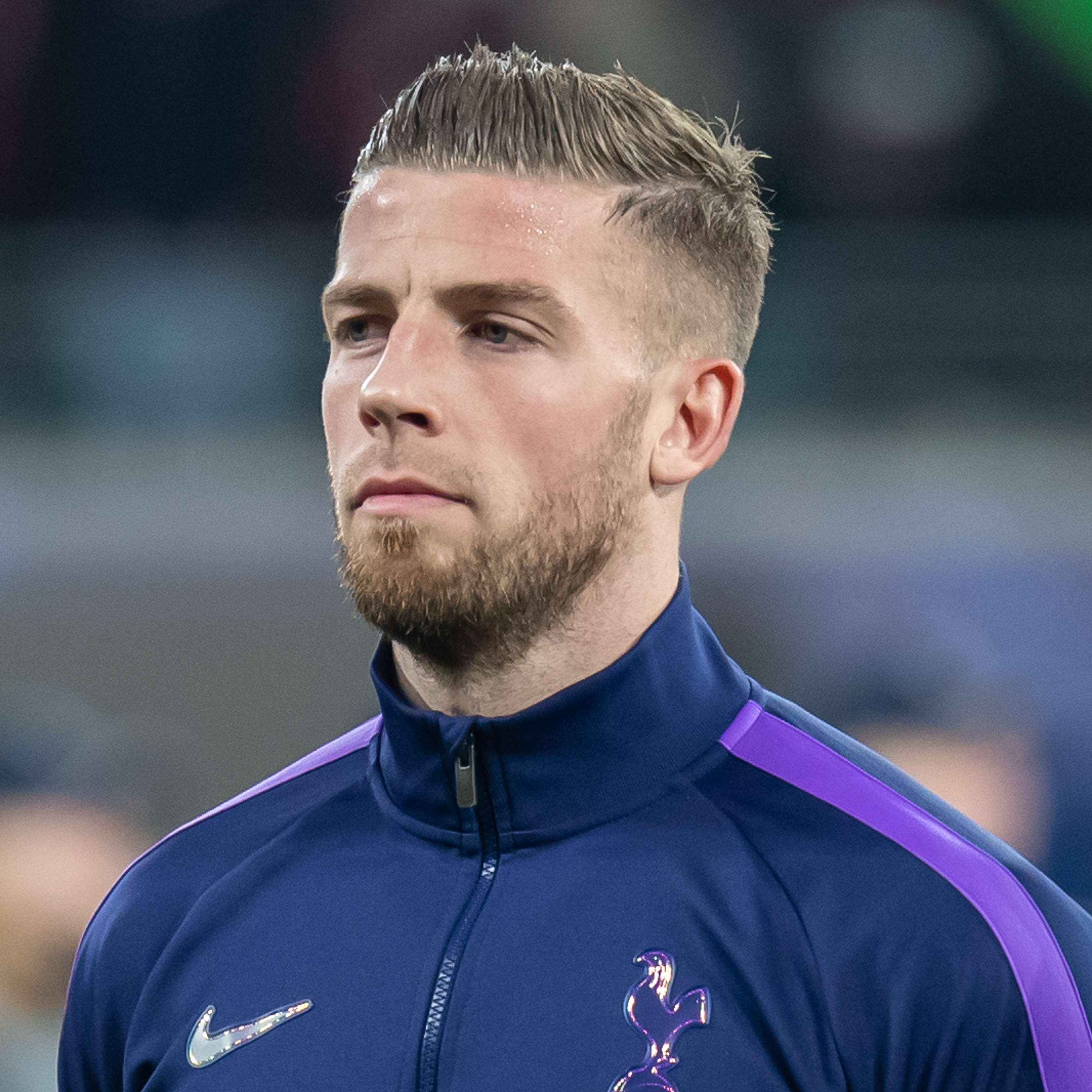
Toby Alderweireld (* 1989)

- Alderwerelt van Rosenburgh, Cornelis Rugier Willem Karel van (1863–1936), holländischer Botaniker
- Aldescu, Manole (* 1929), rumänischer Skilangläufer

### Aldf
- Aldfrith († 705), König von Northumbria

### Aldg
- Aldgisl († 680), König der Friesen

### Aldh
- Aldham, Mary Ann (1858–1940), englisch-britische Suffragette
- Aldhelm von Sherborne, Abt von Malmesbury, Bischof von Sherborne
- Aldhun von Durham († 1018), Bischof von Lindisfarne; Bischof von Durham

### Aldi
- Aldi, Francesco (* 1981), italienischer Tennisspieler
- Aldi, Pietro (1852–1888), italienischer Maler
- Aldiartama, Arya Maulana (* 1995), indonesischer Badmintonspieler
- Aldighieri, Gottardo (1824–1906), italienischer Opernsänger (Bariton)
- Aldıkaçtı, Orhan (1924–2006), türkischer Staatsrechtsprofessor
- Aldin, Cecil (1870–1935), britischer Illustrator und Maler
- Aldin, Mary Katherine, US-amerikanische Blueshistorikerin, Radiomoderatorin, Musikproduzentin und Autorin
- Aldinç, Ayşegül (* 1957), türkische Sängerin und Schauspielerin
- Aldinger, Fritz (* 1941), deutscher Materialwissenschaftler
- Aldinger, Heinz (1933–2024), deutscher Fußballschiedsrichter
- Aldinger, Hermann (1895–1972), deutscher Landschaftsarchitekt
- Aldinger, Hermann (1902–1993), deutscher Geologe und Paläontologe
- Aldinger, Hermann (1907–1993), deutscher Offizier, Generalmajor der Luftwaffe
- Aldinger, Jochen (* 1973), deutscher Pianist, Hammondorganist und Komponist
- Aldinger, Jörg (* 1955), deutscher Architekt
- Aldinger, Julius (1832–1903), bayerischer Rechtsanwalt und Politiker
- Aldinger, Paul (1869–1944), deutscher evangelischer Pfarrer
- Aldinger, Walter (1904–1945), deutscher Politiker (NSDAP), MdR
- Aldinger, Werner (* 1958), deutscher Musikproduzent, zuvor Jazzmusiker, Musikjournalist und Hörfunkmoderator
- Aldinger, Wilhelm Friedrich (1841–1902), deutscher Landwirt, württembergischer Landtagsabgeordneter
- Aldington, Harold John (1902–1976), britischer Autorennfahrer und Besitzer eines Autorennstalls
- Aldington, Richard (1892–1962), englischer Schriftsteller
- Aldini, Antonio (1755–1826), italienischer Politiker zur Zeit der Napoleonischen Kriegen
- Aldini, Carlo (1894–1961), italienischer Schauspieler
- Aldini, Giovanni (1762–1834), italienischer PhysikerGiovanni Aldini (1762–1834)

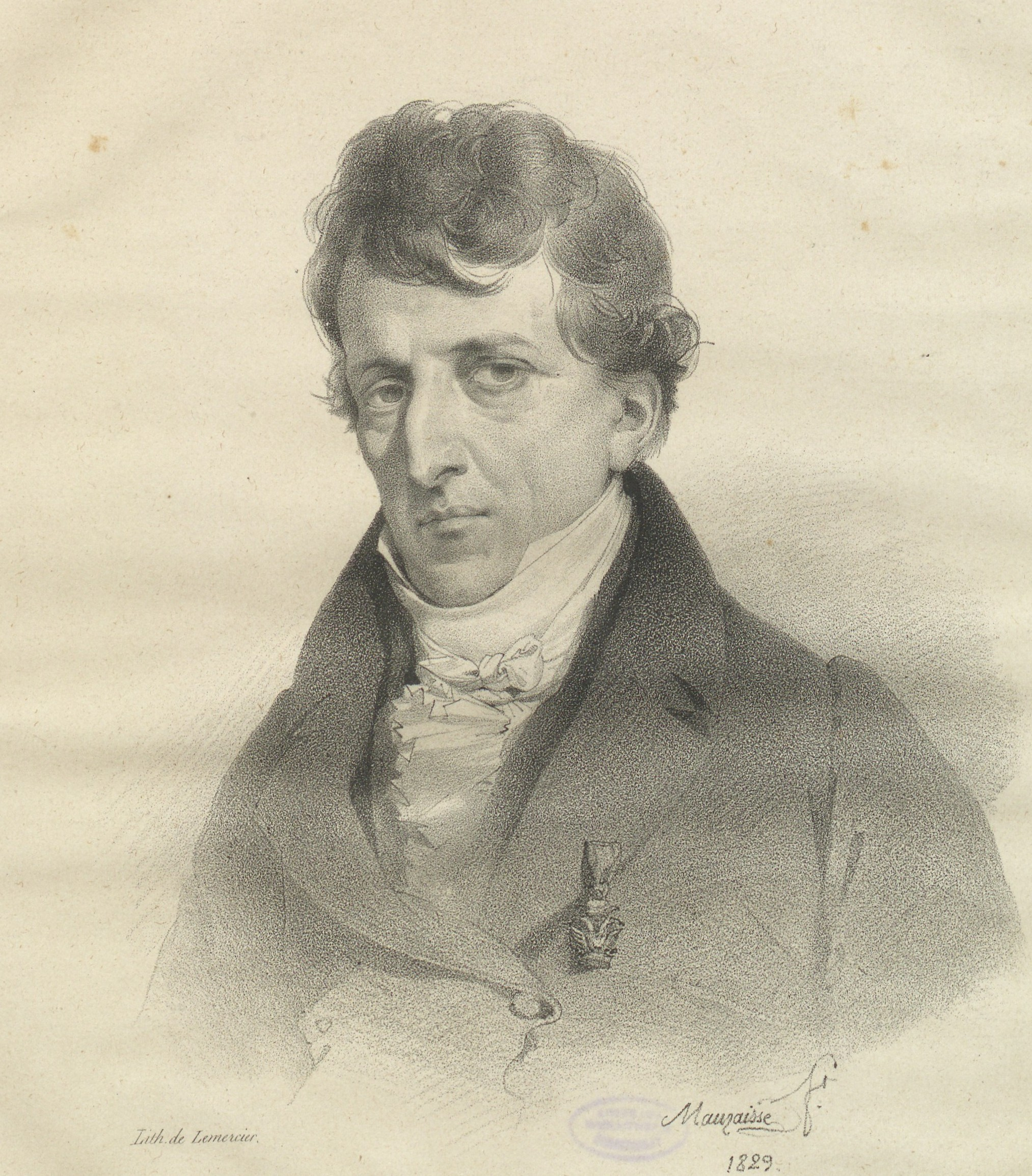
Giovanni Aldini (1762–1834)

- Al’Dino (* 1970), bosnischer Sänger
- Aldırmaz, Döndü (* 1979), türkische Fußballspielerin
- Aldís Amah Hamilton (* 1991), isländische Schauspielerin
- Aldís Ásta Heimisdóttir (* 1999), isländische Handballspielerin
- Aldis, Nick (* 1986), englischer Wrestler
- Aldiss, Brian (1925–2017), britischer Science-Fiction-Autor

### Aldo
- Aldo, G. R. (1905–1953), italienischer Kameramann
- Aldo, José (* 1986), brasilianischer Mixed-Martial-Arts-KämpferJosé Aldo (* 1986)

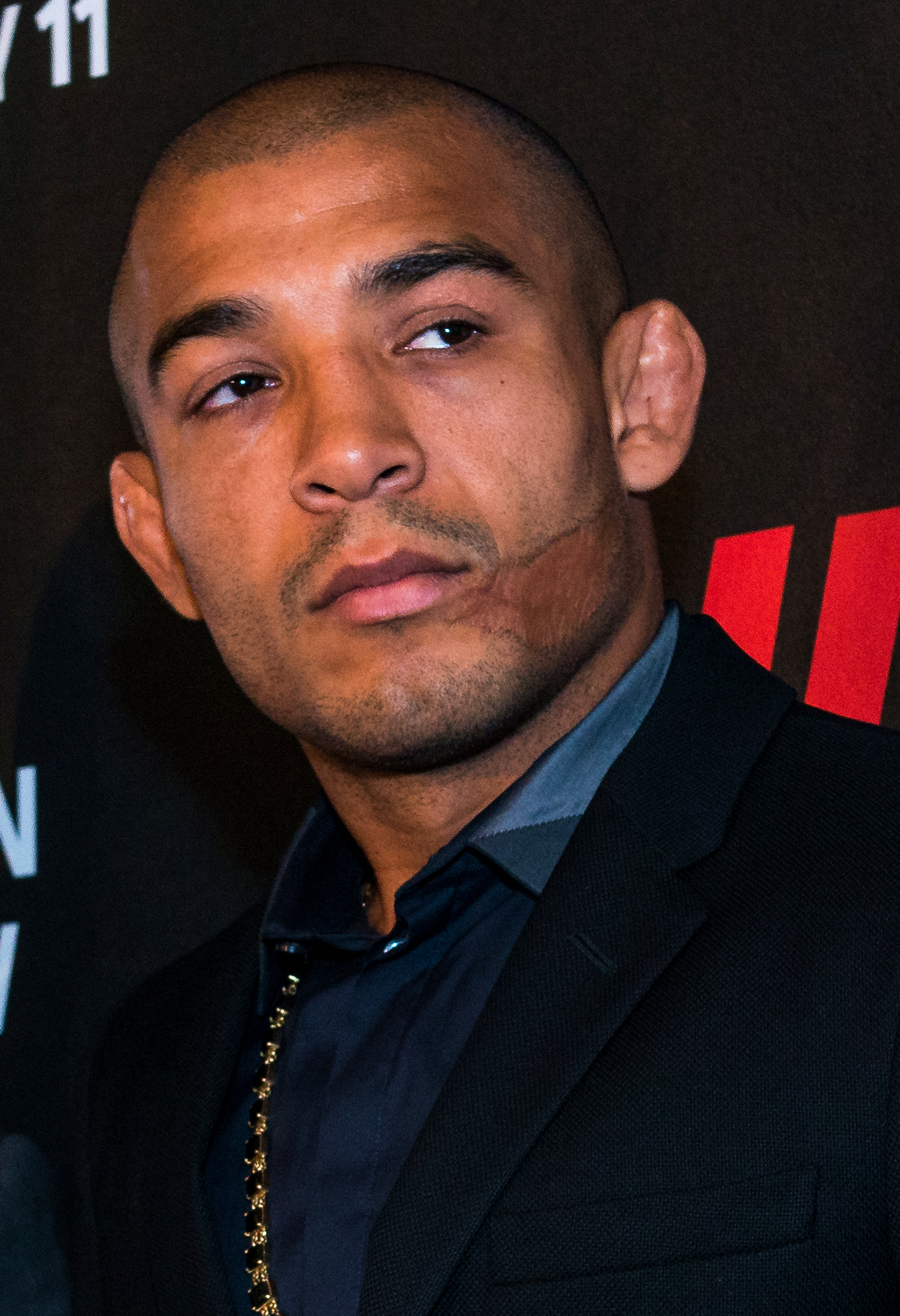
José Aldo (* 1986)

- Aldobrandini, Cinzio Passeri († 1610), Kardinal der Römischen Kirche
- Aldobrandini, Giovanni (1525–1573), italienischer Geistlicher und Kardinal der Römischen Kirche
- Aldobrandini, Ippolito (1596–1638), italienischer Geistlicher
- Aldobrandini, Margherita (1588–1646), Herzogin und Regentin von Parma und Piacenza
- Aldobrandini, Olimpia (1623–1681), italienische Adlige
- Aldobrandini, Pietro (1571–1621), Kardinal der römisch-katholischen Kirche
- Aldobrandini, Pietro Igneo († 1089), Kardinal der Römischen Kirche
- Aldobrandini, Silvestro (1587–1612), italienischer römisch-katholischer Geistlicher, Kardinal der Römischen Kirche
- Aldomar, Pere Joan, katalanischer Kapellmeister der Kathedrale von Barcelona und Komponist der Renaissance
- Aldon, Mari (1925–2004), litauisch-amerikanische Schauspielerin
- Aldonin, Jewgeni Walerjewitsch (* 1980), russischer Fußballspieler
- Aldonina, Rimma Petrowna (* 1928), sowjetisch-russische Architektin, Städtebauerin, Schriftstellerin und Dichterin
- Aldor, Bernd (1881–1950), deutscher Schauspieler
- Aldor, George (1910–1999), US-amerikanischer Verleger
- Aldoschkin, Daniil Alexejewitsch (* 2001), russischer Eisschnellläufer
- Aldossary, Noora (* 2000), bahrainische Fußballspielerin
- Aldous, David (* 1952), britischer Mathematiker

### Aldr
- Aldred, Arthur (1919–2002), englischer Fußballspieler
- Aldred, Cyril (1914–1991), britischer Ägyptologe und Kunsthistoriker
- Aldred, Graeme (1966–1987), englischer Fußballspieler
- Aldred, John (1921–2020), britischer Tontechniker
- Aldred, Mark (* 1987), britischer Ruderer
- Aldred, Sophie (* 1962), britische Schauspielerin und FernsehmoderatorinSophie Aldred (* 1962)

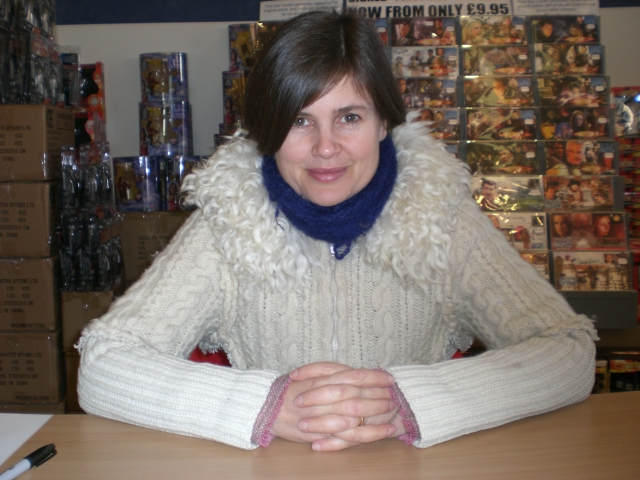
Sophie Aldred (* 1962)

- Aldredge, Theoni V. (1922–2011), griechisch-US-amerikanische Kostümbildnerin
- Aldredge, Tom (1928–2011), US-amerikanischer Schauspieler
- Aldrete, Adrián (* 1988), mexikanischer Fußballspieler
- Aldrete, Bernardo (1560–1641), spanischer Humanist und früher Romanist
- Aldrete, Jesús (1924–2015), costa-ricanischer Fußballspieler
- Aldrete, Jorge Antonio (1937–2025), mexikanischer Anästhesist
- Aldrian, Eduard (1888–1955), deutscher Offizier, Generalleutnant der Wehrmacht im Zweiten Weltkrieg
- Aldrich († 856), Bischof von Le Mans
- Aldrich Rockefeller, Abby (1874–1948), US-amerikanische Mäzenin und Mitbegründerin des Museum of Modern ArtAbby Aldrich Rockefeller (1874–1948)

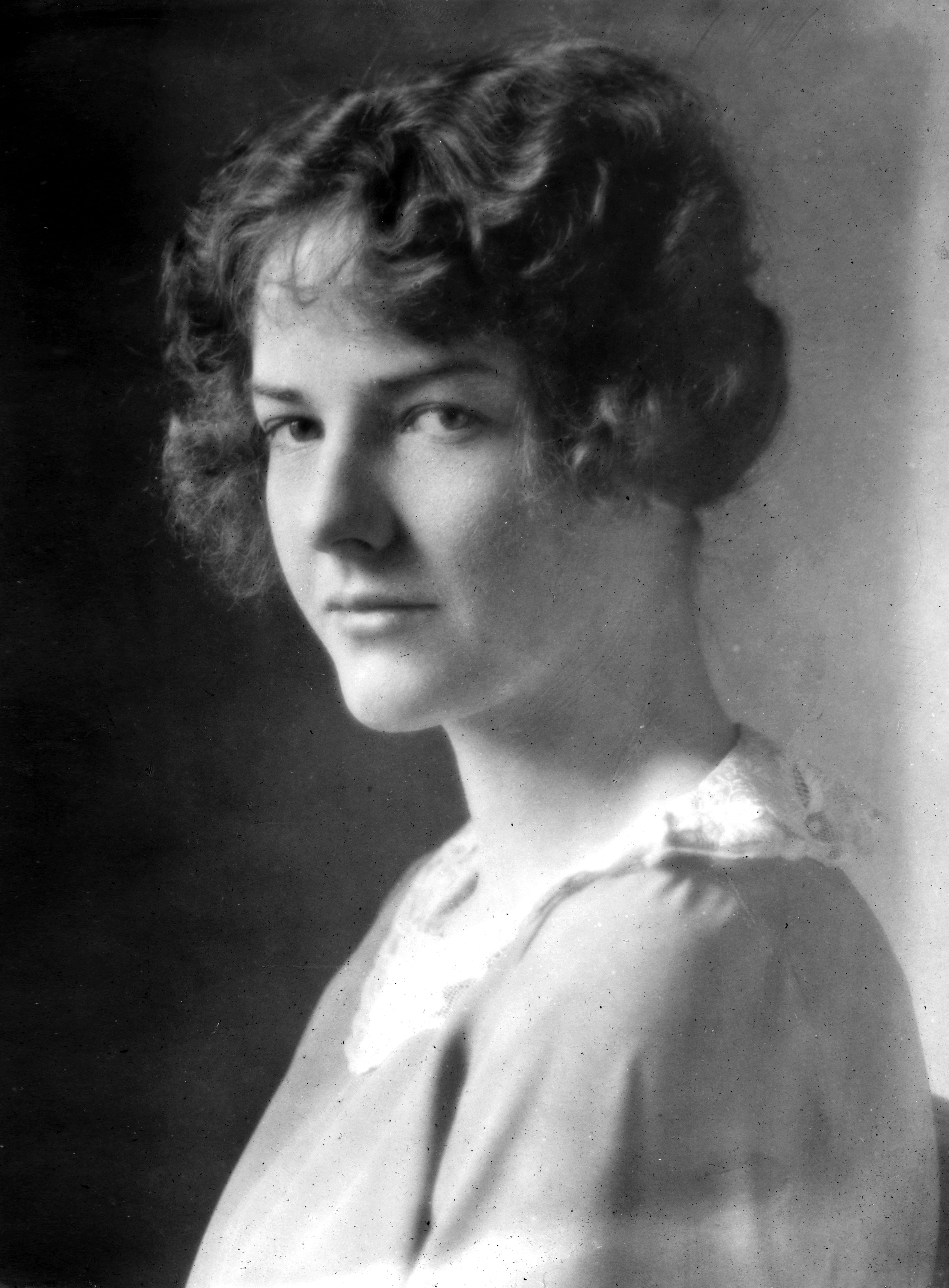
Abby Aldrich Rockefeller (1874–1948)

- Aldrich, Anderson Lee (* 2000), US-amerikanischer Amokläufer
- Aldrich, Bailey (1907–2002), US-amerikanischer Jurist
- Aldrich, Bess Streeter (1881–1954), US-amerikanische Schriftstellerin
- Aldrich, Charles H. (1850–1929), US-amerikanischer Jurist und United States Solicitor General
- Aldrich, Charlie (1921–2015), US-amerikanischer Country-Musiker
- Aldrich, Chester Hardy (1862–1924), US-amerikanischer Jurist und Politiker
- Aldrich, Cole (* 1988), US-amerikanischer Basketballspieler
- Aldrich, Cyrus (1808–1871), US-amerikanischer Politiker
- Aldrich, Doug (* 1964), US-amerikanischer GitarristDoug Aldrich (* 1964)

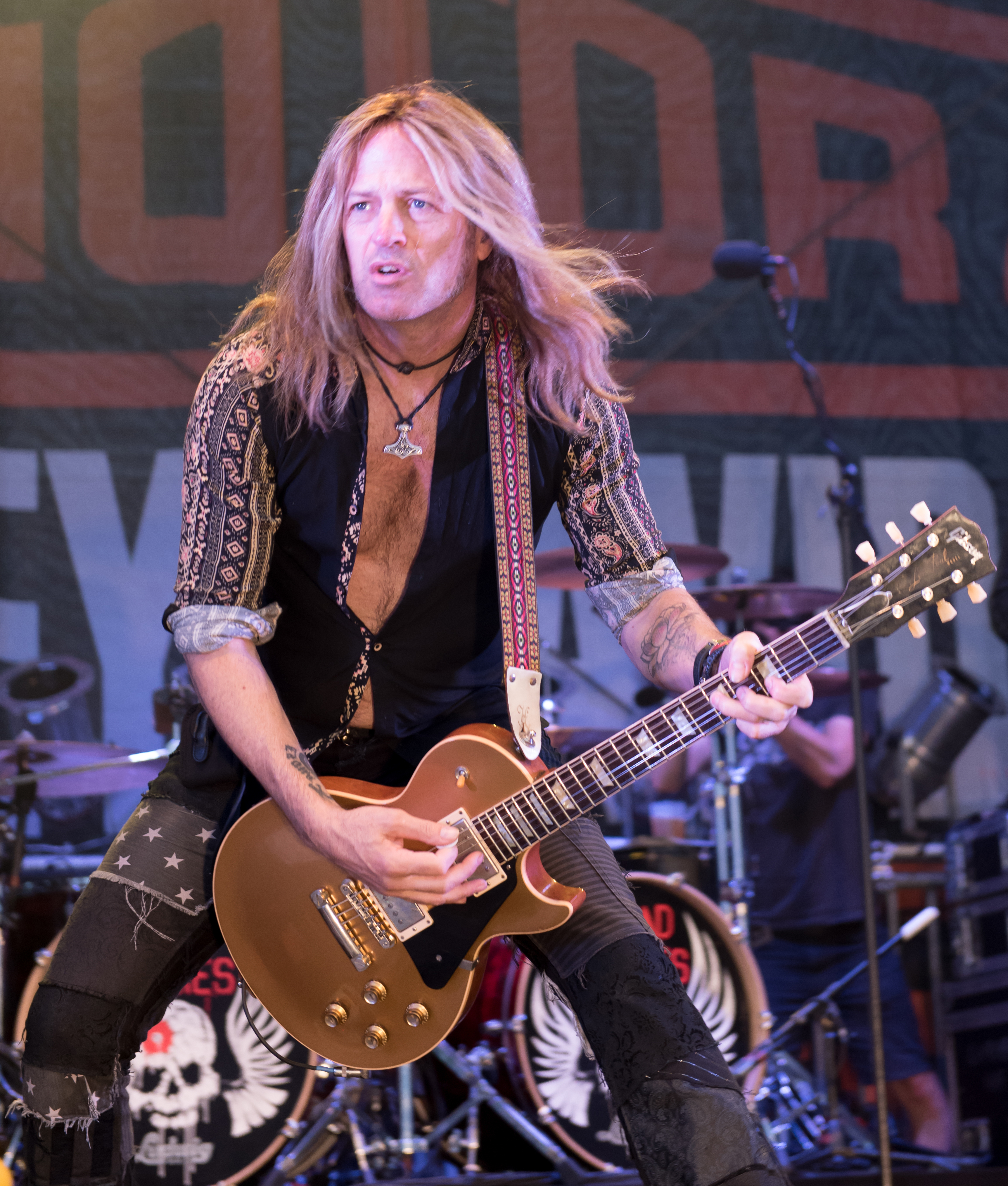
Doug Aldrich (* 1964)

- Aldrich, Edgar (1848–1921), US-amerikanischer Jurist und Politiker
- Aldrich, Henry (1647–1710), anglikanischer Geistlicher, Musiker und Architekt
- Aldrich, J. Frank (1853–1933), US-amerikanischer Politiker
- Aldrich, John Abram (1878–1972), kanadischstämmiger US-amerikanischer Physiker und Astronom
- Aldrich, John, H. (* 1947), US-amerikanischer Politikwissenschaftler und Hochschullehrer
- Aldrich, Nelson W. (1841–1915), US-amerikanischer Politiker
- Aldrich, Pelham (1844–1930), britischer Admiral
- Aldrich, Pieter (* 1965), südafrikanischer Tennisspieler
- Aldrich, Rhonda, US-amerikanische Schauspielerin und Synchronsprecherin
- Aldrich, Richard S. (1884–1941), US-amerikanischer Politiker
- Aldrich, Robert (1918–1983), US-amerikanischer Regisseur
- Aldrich, Robert (* 1954), australischer Historiker und Hochschullehrer
- Aldrich, Thomas Bailey (1836–1907), US-amerikanischer Autor und Herausgeber
- Aldrich, Truman H. (1848–1932), US-amerikanischer Politiker
- Aldrich, William (1820–1885), US-amerikanischer Politiker
- Aldrich, William F. (1853–1925), US-amerikanischer Geschäftsmann und Politiker
- Aldrich, Winthrop W. (1885–1974), US-amerikanischer Bankmanager, Bankier und Diplomat
- Aldrich-Blake, Louisa (1865–1925), britische Chirurgin
- Aldridge, Alan (1938–2017), britischer GrafikdesignerAlan Aldridge (1938–2017)

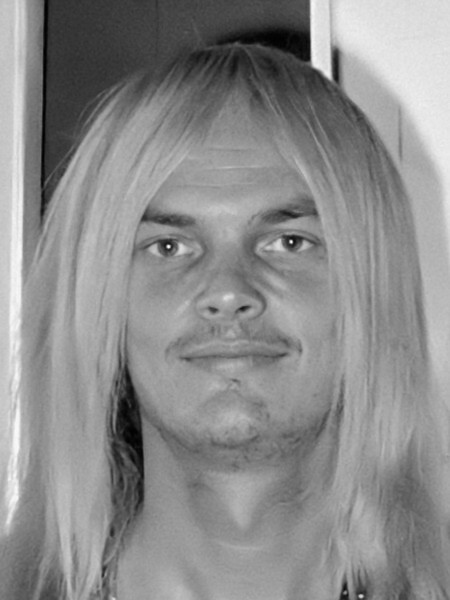
Alan Aldridge (1938–2017)

- Aldridge, Albert (1863–1891), englischer Fußballspieler
- Aldridge, Ben (* 1985), britischer Schauspieler in Film, Fernsehen und Theater
- Aldridge, Blake (* 1982), britischer Wasserspringer
- Aldridge, Charlie (* 2001), britischer Radrennfahrer
- Aldridge, Cory (* 1979), amerikanischer Baseballspieler
- Aldridge, Delores P. (* 1941), US-amerikanische Soziologin
- Aldridge, Donald O. (* 1932), US-amerikanischer Pilot, Generalleutnant der US-Luftwaffe
- Aldridge, Edward C. (* 1938), US-amerikanischer Politiker und Wirtschaftsmanager
- Aldridge, Eleanor (* 1996), britische Kitesurferin
- Aldridge, Ira (1807–1867), US-amerikanischer Schauspieler
- Aldridge, James (1918–2015), australischer Autor
- Aldridge, John (* 1958), englisch-irischer Fußballspieler und -trainer
- Aldridge, Kay (1917–1995), US-amerikanische Schauspielerin
- Aldridge, LaMarcus (* 1985), US-amerikanischer Basketballspieler
- Aldridge, Lily (* 1985), US-amerikanisches Model
- Aldridge, Martin (1974–2000), englischer Fußballspieler
- Aldridge, Matthew (* 1996), britischer Ruderer
- Aldridge, Miles (* 1964), britischer Fotograf
- Aldridge, Peter (* 1963), jamaikanischer Radrennfahrer
- Aldridge, Richard (1945–2014), britischer Paläontologe
- Aldridge, Tommy (* 1950), US-amerikanischer Heavy-Metal- und Hard-Rock-Schlagzeuger
- Aldridge, Virginia (* 1938), US-amerikanische Schauspielerin und Drehbuchautorin
- Aldrighetti, Giordano (1905–1939), italienischer Motorrad- und Automobilrennfahrer
- Aldrighi, Clara (* 1952), uruguayische Essayistin
- Aldrin, Buzz (* 1930), US-amerikanischer AstronautBuzz Aldrin (* 1930)

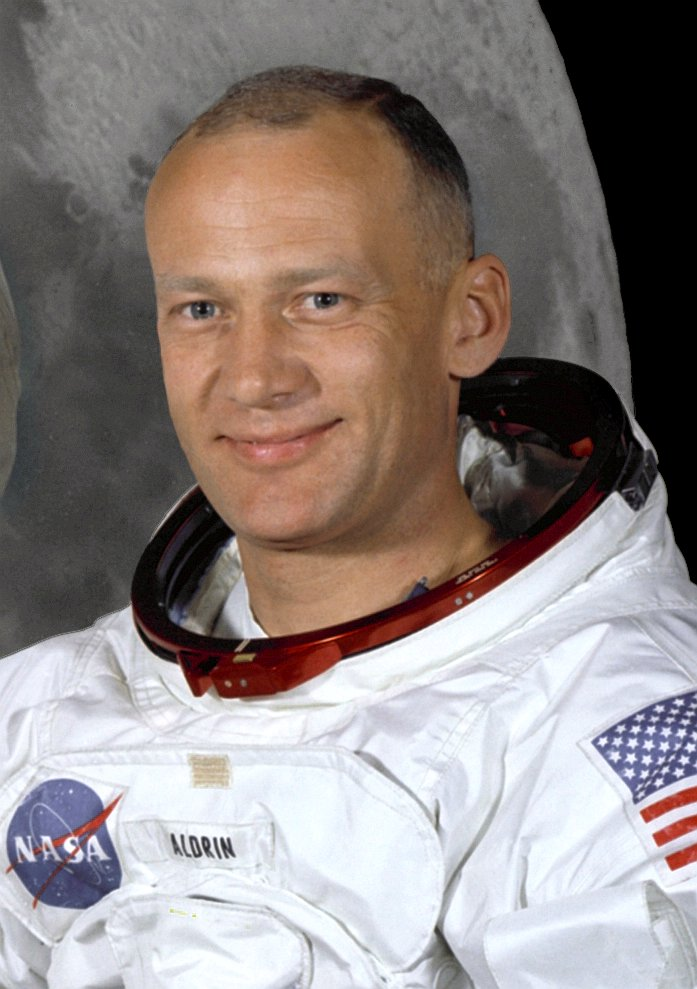
Buzz Aldrin (* 1930)

- Aldrin, Jeswin (* 2001), indischer Weitspringer
- Aldringen, Edmund Joseph (1826–1884), preußischer Landrat
- Aldringen, Johann von (1588–1634), Feldherr im Dreißigjährigen KriegJohann von Aldringen (1588–1634)

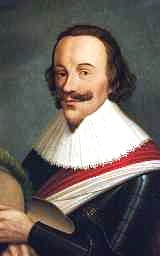
Johann von Aldringen (1588–1634)

- Aldrophe, Alfred-Philibert (1834–1895), französischer Architekt
- Aldrovandi Marescotti, Luigi (1876–1945), italienischer Diplomat und Senator
- Aldrovandi, Pompeo (1668–1752), Kardinal und Bischof der römisch-katholischen Kirche
- Aldrovandi, Simone (* 1994), italienischer Fußballspieler
- Aldrovandi, Ulisse (1522–1605), italienischer Arzt und Naturforscher
- Aldrovandini, Giuseppe (1671–1707), italienischer Komponist und Kapellmeister des Barock

### Aldu
- Alduin, Bischof von Köln
- Alduin I. († 916), Graf von Angoulême
- Alduin II. (Angoulême) († 1032), Graf von Angoulême
- Aldulescu, Radu (1922–2006), rumänischer Cellist
- Aldunate Errázuriz, Carlos (1880–1959), chilenischer Politiker, Abgeordneter, Senator und Minister
- Aldunate Lyon, Carlos (1916–2018), chilenischer, römisch-katholischer Priester, Hochschullehrer und Schriftsteller
- Alduvín Lozano, Ricardo Diego (1883–1961), honduranischer Diplomat